# Wacław Kuliszewski
Wacław Kuliszewski ps. „Asesor”, „Jubilat”, „Radost” (ur. 17 września 1900, zm. 6 września 1944 w Warszawie) – major Wojska Polskiego, szef Wydziału I Komendy Okręgu Warszawa Armii Krajowej. Podczas kampanii wrześniowej w Ministerstwie Spraw Wojskowych. Od roku 1939 w konspiracji (SZP-ZWZ-AK). Zginął 6 września w powstaniu warszawskim.
Jego syn Jan również brał udział w powstaniu jako kapral podchorąży. Zmarł w listopadzie 1944 na skutek ran odniesionych w walkach powstańczych.